# برون (رگنسبورگ)
برون (به آلمانی: Brunn) یک شهر در آلمان است که در ناحیه رگنسبورگ واقع شده‌است.

## خصوصیات
برون ۱۲٫۹۴ کیلومترمربع مساحت دارد ۴۷۰ متر بالاتر از سطح دریا واقع شده‌است.